# Route 313 (Nouveau-Brunswick)
Pour les articles homonymes, voir Route 313.
La route 313 est une route locale du Nouveau-Brunswick située dans l'est de la province, sur l'île Lamèque, dans l'archipel des îles de Miscou. Elle est longue de 18 kilomètres, et est pavée sur toute sa longueur.

## Tracé
Le tracé de la 313 est en forme de C allongé, suivant la rive de la baie des de Shippegan et de la baie des Chaleurs.

La 313 débute dans le centre de Lamèque, à sa jonction avec la route 113. Elle commence par suivre la côte de la baie de Shippegan, en traversant plusieurs petits villages, soit Pointe-Alexandre, Petite-Lamèque et Pointe-Canot. Elle prend ensuite une orientation nord-sud, en suivant la rive de la baie des Chaleurs. Elle traverse ensuite Sainte-Cécile, puis se termine sur la route 113 à Little Shippegan. 

## Intersections principales
| Route 313  |                  |    |                                    |                 |
| Comté      | Location         | km | Intersection/Destinations          | Notes           |
| Gloucester | Lamèque          | 0  | R-113, Shippagan, Pokemouche       | Début de la 313 |
| Gloucester | Petite-Lamèque   | 5  | Chemin Portage nord, Sainte-Cécile |                 |
| Gloucester | Sainte-Cécile    | 10 | Chemin Portage sud, Petite-Lamèque |                 |
| Gloucester | Little Shippegan | 18 | R-113, Lamèque, île Miscou         | Fin de la 313   |